# Goulds muis
Goulds muis (Pseudomys gouldii) is een knaagdier uit het geslacht Pseudomys. Men dacht lange tijd dat deze muis uitgestorven was. Zijn verspreidingsgebied besloeg het midden van New South Wales. Het laatste tot voor kort bekende exemplaar was in 1857 gevangen. Echter blijkt nu anno 2020 dat de Goulds muis nog voorkomt op een aantal eilanden voor de kust van West-Australië.
Deze soort lijkt op de Alice Springs-muis (P. fieldi), maar heeft een kortere staart en donkerdere buik (lichtgrijs bij P. gouldii, wit bij de Alice Springs-muis). P. australis heeft een langere bek en mist een knobbel op de eerste bovenkies die P. gouldii wel heeft. De kop-romplengte bedraagt 100 tot 120 mm, de staartlengte 90 tot 100 mm, de achtervoetlengte 25 tot 27 mm, de oorlengte 16 tot 18 mm en het gewicht ongeveer 50 gram. Vrouwtjes hebben 0+2=4 spenen.